# Лионски залив
Лионският залив (на френски: Golfe du Lyon) е залив на Средиземно море, край южните брегове на Франция и крайното североизточно крайбрежие на Испания. Вдава се в сушата на 93 km, ширина на входа (между нос Сисие във Франция на североизток и нос Креус в Испания на югозапад) 245 km, дълбочина над 1000 m. На запад и север бреговете му са низинни, а на северозиток – високи и стръмни. Приливите са неправилни полуденонощни с височина до 0,2 m. В него се вливат реките Рона, Видурл, Еро, Орб, Од, Тет, Теш. Най-голямо пристанище е Марсилия.